# Crash Bandicoot (spelserie)
Crash Bandicoot är en serie plattformsspel som skapades 1996 av Andy Gavin och Jason Rubin på spelutvecklingsföretaget Naughty Dog. Spelen utvecklades ursprungligen för Playstation, men har sedan också lanserats på andra plattformar. Serien består totalt av arton spel och de har sålts i 50 miljoner exemplar världen över.
Serien utspelar sig på de fiktiva Wumpa-öarna, som ligger söder om Australien. Spelens främsta antagonist är Doctor Neo Cortex, en galen vetenskapsman som vill uppnå världsherravälde genom att mutera vissa djur. Huvudpersonen Crash är en antropomorf punggrävling som Cortex skapat för att leda sin mutantarmé. Crash vände sig dock emot sin skapare, och spelen handlar om hur Crash kämpar mot vetenskapsmannens ondskefulla planer.

## Handling
Spelets handling börjar i Australien där vetenskapsmannen Doctor Neo Cortex vill skapa en mutantarmé. Hans avsikt är att ta över världen med hjälp av vännen Doctor Nitrus Brio som skapat den första "Evolvo-Ray", en maskin som ökar intelligensen hos djur och ger dem mänskliga egenskaper. De experimenterar på en punggrävling som heter Crash. Han är avsedd för att leda armén men experimentet misslyckas och Crash flyr. Efter att Crash har rymt förbereder Cortex ytterligare ett experiment, nu på den kvinnliga punggrävlingen Tawna, som Crash lärt känna under sin tid i fångenskap hos Cortex. Crash räddar dock Tawna. 
I en grotta har Cortex hittat en kristall. Han tar med sig kristallen till sitt laboratorium och märker att kristallen besitter på en stor kraft, men för att fullt utnyttja kraften behöver Cortex samla ihop ytterligare tjugofem kristaller. Han lurar Crash till att göra jobbet. Crash lyckas dock besegra Cortex innan de kan användas. Därefter bildar Cortex ett samarbete med anden Uka Uka och Doctor Nefarious Tropy som har en tidsmaskin. Tidsmaskinen gör att man kan resa genom tiden för att hitta kristaller som är utspridda över flera planeter. Uka Ukas tvillingbror, Aku Aku, vädjar om hjälp till Crash och hans syster Coco. De besegrar Cortex och tidsmaskinen förvandlar både Cortex och Tropy till barn. Uka Uka hamnar i ett fängelse som har fastnat i tiden.

### Spelupplägg
Crash Bandicoot är en serie av plattformsspel i 3D. Målet för varje nivå är att vägleda Crash från början till slutet i ett sidscrollande sätt. I nivåerna kan man behöva använda sig av motorcyklar, vattenskotrar, ubåtar och vilda djur. 
I det första spelet Crash Bandicoot ser spelaren vilken nivå denne har klarat med hjälp av en karta. I varje nivå finns en rosa kristall som spelaren behöver för att kunna ta sig till nästa nivå i spelet. Från och med Cortex Strikes Back utspelas scenerna normalt i ett rum kallat "Warp Room" där nivåerna har delats upp i avdelningar om fem. Nivåerna kan spelas i valfri ordning, varefter man mot slutet möter den boss som finns i varje rum. Från och med Twinsanity är spelet utformat som öppen värld.
Det vanligaste samlarföremålet i serien är Wumpafrukt som finns på de flesta nivåer. Om spelaren får ihop hundra Wumpafrukter belönas denne med ett extra liv. När Crash hittar en Aku Aku-mask skyddar det honom från fiendens angrepp och vissa hinder. Om man har tre Aku Aku-masker ger det Crash en tillfällig osårbarhet. Lådor finns i flera varianter och kan hittas i varje nivå. Att förstöra en låda kan hjälpa Crash och ge honom Wumpafrukt, Aku Aku-masker, extraliv eller checkpoints. I de flesta spel tilldelas man en pärla om man förstör alla lådor som finns i nivån.

## Historik

### 1996–2000: Exklusivt till Playstation
Spelutvecklingsföretaget Naughty Dog fick i uppdrag att utveckla tre spel efter att ha visat upp spelet Way of the Warrior för Mark Cerny från Universal Studios-bolaget Universal Interactive Studios. I augusti 1994 bestämde sig medarbetarna Andy Gavin och Jason Rubin för att skapa ett 3D-plattformsspel. På skämt kallade de spelet för "Sonic's Ass Game", eftersom spelaren skulle tvingas att ständigt titta på karaktärens bak. Den första designen gjordes av David Siller, skaparen av Aero the Acro-Bat. I september 1994 blev det klart att spelet skulle släppas till Sonys Playstation. Sony satte en budget på 1,7 miljoner dollar för utvecklingen av spelet.
I november 1994 anlitades Dave Baggett, som tillsammans med Gavin skapade utvecklingsverktyget "Game Oriented Object LISP" (GOOL). Det användes för att skapa karaktärer och gameplay i spelet. I januari 1995 anställdes ytterligare två personer, Bob Rafei och Taylor Kurosaki. Eftersom man var i behov av en huvudkaraktär, anlitade man American Exitus-artisterna Charles Zembillas och Joe Pearson. De designade en karaktär som fick namnet "Willy the Wombat", även kallad "Willie". Från början var det tänkt att karaktären skulle presenteras som Playstations nya maskot. Man ville konkurrera med Nintendos Mario och Segas Sonic the Hedgehog.
I juni 1995 blev spelet spelbart – de första tre nivåerna färdigställdes i augusti 1995. Dessa bedömdes emellertid vara för svåra att spela. I september 1995 visades spelet för Sony Computer Entertainment bakom stängda dörrar. Spelets första "låda" tillkom i januari 1996 och den skulle komma att bli dess främsta spelelement. Det faktum att Willy Wombat förstörde dessa lådor, ledde till att man döpte om honom till "Crash Bandicoot". Spelet Crash Bandicoot utannonserades på E3-mässan i maj 1996. 
Musiken i Crash Bandicoot komponerades och framfördes av Josh Mancell. Han blev anställd av Mark Mothersbaughs bolag Mutato Muzika. Kompositionen bestod till största delen av hårda djungelrytmer och didjeridus. Alla röster i spelet gjordes av Brendan O’Brien.
Utvecklingen av det andra spelet Crash Bandicoot 2: Cortex Strikes Back påbörjades i oktober 1996 med en budget på 2 miljoner dollar. En ny karaktär, Coco Bandicoot, skapades specifikt till spelet för att det var brist på kvinnliga karaktärer i det första spelet. En annan orsak var att Sony Computer Entertainment Japan inte var nöjda med porträtteringen av Tawna (Crashs flickvän i Crash Bandicoot). Den nya motorn "Game Oriented Object LISP 2" (GOOL 2) användes till spelet, som var tre gånger snabbare än den tidigare och kunde hantera fler animationer. Nya röstskådespelare anställdes till spelet som Clancy Brown och Vicki Winters. Cortex Strikes Back utannonserades på E3-mässan i juni 1997.
Utvecklingen av det tredje spelet Crash Bandicoot 3: Warped påbörjades i januari 1998 med en budget på 2,2 miljoner dollar. Tre nya spelmotorer skapades och "Time Trial mode" infördes för att ge spelaren en anledning till att vilja återvända till spelet. Efter Warped kom Naughty Dog och Sony överens om att utveckla ytterligare ett spel.
Racingspelet Crash Team Racing släpptes under oktober 1999 och blev Naughty Dogs sista spel i serien. De fyra första spelen har fått stor uppmärksamhet och slagit flera rekord, bland annat omnämnt i Guinness Rekordbok.

### 2001–2006: Multiplattform
Med releasen av Crash Bash upphörde kontraktet mellan Universal Interactive Studios och Sony Computer Entertainment. Därefter utvecklades en rad Crash Bandicoot-spel, som exempelvis Crash Bandicoot: The Wrath of Cortex och Crash Twinsanity som blev känt för sitt soundtrack och dess komiska inslag. Spelen släpptes till både Playstation 2 och Xbox men den sistnämnda inte till Gamecube.

### 2007–2010: Ny design
Utvecklingen av Crash of the Titans, Radical Entertainments andra Crash Bandicoot-spel, påbörjades efter Crash Tag Team Racing. Ett av de områden som Radical koncentrerade sig mest på under spelets utveckling var Wii-versionens grafik. Xbox 360-versionen fick bättre grafik till följd av mer utvecklingstid. Man påbörjade utvecklingen av Radicals tredje och sista Crash Bandicoot-spel, Crash Bandicoot: Mind over Mutant, omedelbart efter att man blivit klar med Crash of the Titans.
Under 2010 uppstod rykten om att Radical höll på att utveckla ett nytt Crash Bandicoot-spel under arbetsnamnet Crash Landed. High Impact Games höll också på att utveckla en reboot till Crash Team Racing. Inget av spelen blev emellertid färdigställt.

### 2011–2016: Paus
Under 2011 berättade Activisions vd Eric Hirshberg att han skulle vilja utveckla ett nytt Crash Bandicoot-spel. Andy Gavin sade 2012 att han gärna vill se en högupplöst version av de fyra första spelen. Jason Rubin har sagt att han har stora förhoppningar om att Activision någon gång i framtiden kommer att damma av Crash och på nytt skänka honom hans ursprungliga glans. Han menar att Crash fortfarande är mycket populär bland fansen. I november 2013 började rykten cirkulera om att Sony Computer Entertainment hade köpt rättigheterna till serien. Nya spekulationer drog igång när Sony visade upp en trailer för Playstation 4 där man kunde se en skylt föreställande Crash. Det noterades också av publikationer som IGN att information om Crash Bandicoot hade tagits bort från Activisions officiella webbplats. Strax efteråt meddelade en Activision-representant till Game Informer att de fortfarande äger rättigheterna till Crash Bandicoot och på olika sätt försöker "väcka liv i den älskade serien".
I juli 2014 avslöjade både Sony Computer Entertainments vd Andrew House och Naughty Dog att de har funderat på att återuppliva Crash Bandicoot-serien. Den 5 december 2015 florerade rykten om ett nytt Crash Bandicoot-spel när Shawn Layden, ordförande i SIE Worldwide Studios dök upp på scenen vid Playstation Experience, klädd i en Crash Bandicoot-tröja. Layden nämnde dock aldrig serien. I februari 2016 sade Randy Falk som arbetar för leksaksföretaget NECA i en intervju att Crash är på väg tillbaka. Falk hade sett en konceptbild gjord av fans och trott att ett nytt spel var under utveckling. Detta har Gamespot bekräftat. I maj 2016 kunde man se huvudrollsfiguren Nathan Drake spela en nivå från det första spelet Crash Bandicoot i en mellansekvens i Uncharted 4: A Thief's End som är utvecklat av Naughty Dog.

### Från 2016: Framtid
På E3-mässan 2016 meddelade man att Crash Bandicoot är en spelbar karaktär i Skylanders: Imaginators. Vid Gamescom avslöjades det att Doctor Neo Cortex är också en spelbar karaktär i Skylanders: Imaginators. Man fick även veta att Vicarious Visions hade skapat en egen Crash Bandicoot-bana, "Thumpin' Wumpa Islands", till spelet.
En remastered-samling av de tre första spelen ska göras om till Playstation 4 i ett partnerskap mellan Sony och Activision. Samlingen Crash Bandicoot N. Sane Trilogy utvecklades av Vicarious Visions och släpptes den 30 juni 2017.

## Mottagande
| Genomsnittsbetyg per spel i Crash Bandicoot-serien | Genomsnittsbetyg per spel i Crash Bandicoot-serien                | Genomsnittsbetyg per spel i Crash Bandicoot-serien |
| Spel                                               | Gamerankings                                                      | Metacritic                                         |
| -------------------------------------------------- | ----------------------------------------------------------------- | -------------------------------------------------- |
| Crash Bandicoot                                    | (PS1) 80,40%                                                      | —                                                  |
| Cortex Strikes Back                                | (PS1) 88,54%                                                      | —                                                  |
| Warped                                             | (PS1) 89,07%                                                      | (PS1) 91                                           |
| Team Racing                                        | (PS1) 91,78%                                                      | (PS1) 88                                           |
| Bash                                               | (PS1) 71,27%                                                      | (PS1) 68                                           |
| The Wrath of Cortex                                | (Xbox) 70,48% (PS2) 70,12% (GC) 63,01%                            | (Xbox) 70 (PS2) 66 (GC) 62                         |
| XS                                                 | (GBA) 78,82%                                                      | (GBA) 78                                           |
| N-Tranced                                          | (GBA) 75,07%                                                      | (GBA) 75                                           |
| Nitro Kart                                         | (GBA) 69,71% (PS2) 67,02% (Xbox) 65,98% (GC) 63,19% (NGE) 58,56%  | (GBA) 77 (Xbox) 70 (PS2) 69 (GC) 66                |
| Fusion                                             | (GBA) 64,20%                                                      | (GBA) 67                                           |
| Twinsanity                                         | (Xbox) 68,84% (PS2) 66,20%                                        | (Xbox) 66 (PS2) 64                                 |
| Tag Team Racing                                    | (Xbox) 68,39% (PS2) 68,25% (PSP) 68,12% (GC) 66,65%               | (Xbox) 69 (PSP) 68 (PS2) 66 (GC) 66                |
| Boom Bang!                                         | (NDS) 42,45%                                                      | (NDS) 37                                           |
| Crash of the Titans                                | (NDS) 72,00% (PS2) 71,86% (Wii) 71,03% (PSP) 70,00% (X360) 64,79% | (NDS) 73 (PS2) 70 (Wii) 69 (X360) 65               |
| Mind over Mutant                                   | (PS2) 74,60% (Wii) 71,79% (X360) 61,94% (PSP) 54,75% (NDS) 48,55% | (PS2) 73 (Wii) 70 (X360) 60 (NDS) 45               |

Crash Bandicoot-serien har blivit en stor kommersiell framgång. Från och med 2007 och fram till september 2016 hade 50 miljoner exemplar sålts världen över.
Enligt Gamasutra har det första spelet sålts i 6,8 miljoner exemplar sedan november 2003. Detta gör det till det sjunde bäst säljande Playstation-spelet genom tiderna. Cortex Strikes Back såldes i 3,87 miljoner exemplar i USA, medan Warped såldes i 3,76 miljoner exemplar. De två sista spelen till Playstation: Crash Team Racing och Crash Bash har sålts i 1,9 respektive 1,6 miljoner exemplar i USA. Crash Bandicoot: The Wrath of Cortex såldes i 1,95 miljoner exemplar i USA. I Japan har serien också gjort stora vinster.